# Homoeoxipha thoracica
Homoeoxipha thoracica är en insektsart som först beskrevs av Lucien Chopard 1915.  Homoeoxipha thoracica ingår i släktet Homoeoxipha och familjen syrsor. Inga underarter finns listade i Catalogue of Life.